# Pierre Roche (sculpteur)
Pour les articles homonymes, voir Pierre Roche et Roche (homonymie).
Pierre Roche, pseudonyme de Pierre Henry Ferdinand Massignon, né à Paris le 2 août 1855, où il est mort le 18 janvier 1922, est un sculpteur, peintre, graveur, céramiste, décorateur et médailleur français.
Il est le père de l'islamologue Louis Massignon (1883-1962).

## Biographie

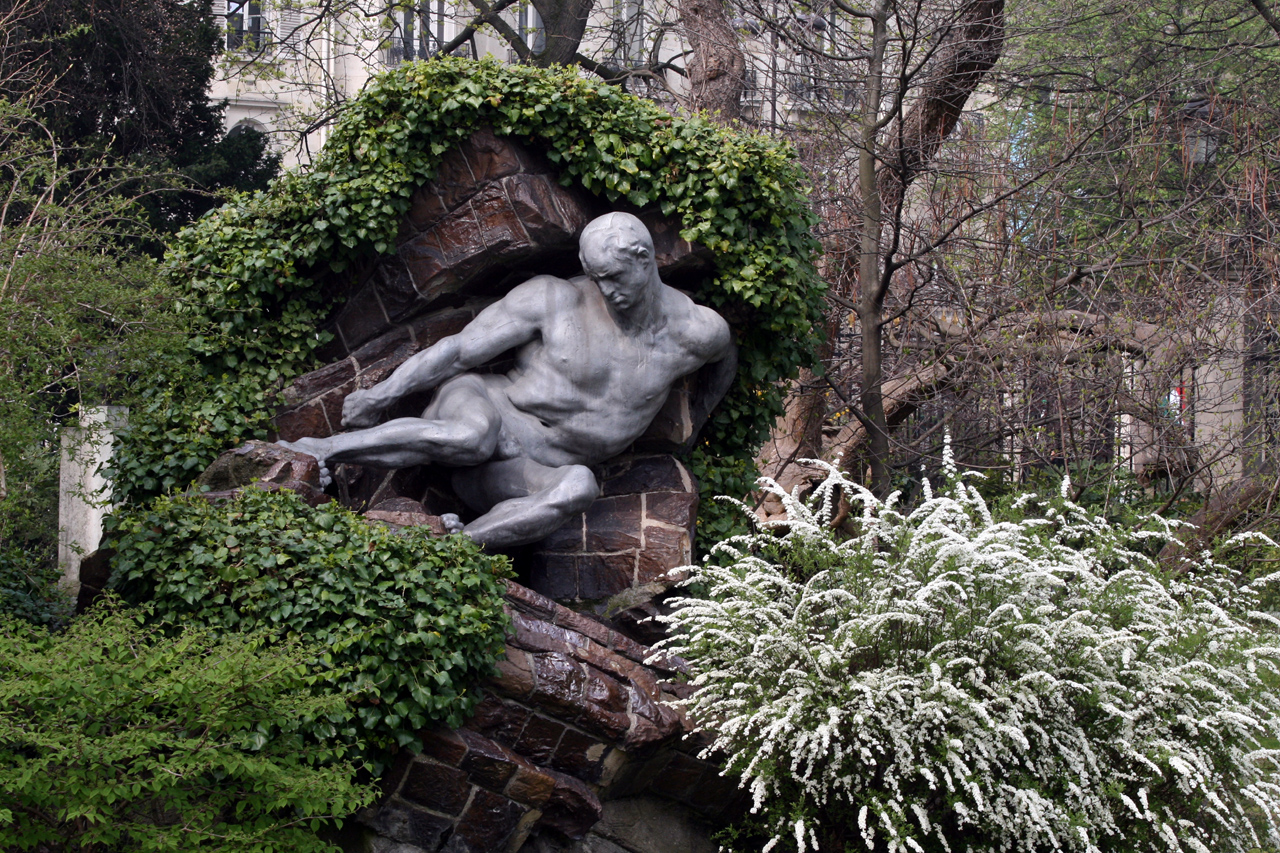
L'Effort (vers 1898), plomb et grès, jardin du Luxembourg, Paris.

Fils d'un pharmacien parisien, Pierre Roche prend ce pseudonyme en hommage à son grand-père maternel dont c'est le nom.
Après avoir commencé des études de médecine et de chimie, il entre en 1873 à l'Académie Julian à Paris pour étudier la peinture dans l'atelier d'Alfred Roll où il reste jusqu'en 1878. 
Il épouse le 5 janvier 1880 à Paris, Marie Ferdinande Catherine Hovyn (1858-1931), née à Paris d'un père négociant et dont les ascendants étaient essentiellement originaires de Comines. Ils auront deux enfants : Louis Massignon (1883-1962) et Henriette Massignon (1888-1936) qui épousa Pierre Girard (1879-1958) .  
Il expose au Salon de 1884 à 1889.
En 1888, encouragé par Jules Dalou dont il fréquente l'atelier, Roche s'essaye à la sculpture en concourant pour un monument à Georges Danton. Il exécute des commandes publiques comme L'Effort (vers 1898), aussi connu sous le titre Hercule détourne à travers les rochers le fleuve Alphée au jardin du Luxembourg à Paris, ou la Fontaine d'Avril (1906) au square Brignole-Galliera. Il exécute une remarquable affiche sur papier églomisé pour le Salon de La Plume (mai-juin 1896), et invente le procédé de la « gypsographie » sur papier Japon, gaufrage d'estampe obtenant des tons et des textures inédites. Ce procédé consiste à utiliser une matrice en plâtre. 
Il est au long de sa carrière soucieux de ne pas se cantonner à un domaine de production, cherchant à rompre avec la hiérarchie académique établie entre arts majeurs et mineurs.[réf. nécessaire] Principalement connu comme sculpteur, il s’attache sans cesse à désenclaver cette forme de création en véritable parangon d’un art pour tous. Ardent défenseur de l’art social, à l’instar des créateurs de l’École de Nancy ou de ceux du « groupe des Six » tels qu’Alexandre Charpentier, Pierre Roche doit être considéré en artiste décorateur complet de la période fondatrice de l’Art nouveau.
En 1910, il est nommé chevalier de la Légion d'honneur.

## Œuvres dans les collections publiques
- Lille, palais des Beaux-Arts : Buste, plâtre.
- Lyon, musée des Beaux-Arts : L'Apocalypse, bronze, 19,2 × 15 cm.
- Nancy, musée de l'École de Nancy, jardin : Tombeau-lys, monument funéraire pour l'épouse de Jules Rais, 1901, pierre, bronze et vitrail.
- Paris :
  - Bibliothèque nationale de France : Mélusine, 1900, gypsographie sur papier Japon, 20 × 13 cm.
  - jardin du Luxembourg : L'Effort, vers 1898, plomb et grès.
  - musée des Arts décoratifs :
    - La Loïe Fuller, 1894, édition du bronze par Gruet en 1901 ;
    - La Danse du feu, bronze.

  - musée d'Orsay : Fée Morgane, 1904, bronze.
  - musée Rodin : Buste de Joris-Karl Huysmans, 1898, plâtre.
  - Petit Palais[7] :
    - Buste de Joris-Karl Huysmans, 1900, bronze[8] ;
    - Buste de Dalou, marbre, avant 1915[9] ;
    - Théière têtard, vers 1895, théière en étain, éditée par Adolphe Gruet aîné[10] ;
    - plusieurs centaines de gypsographies ;
    - fonds de médailles.

  - square Brignole-Galliera : fontaine de l'Avril, 1906, bronze.

Œuvres de Pierre Roche
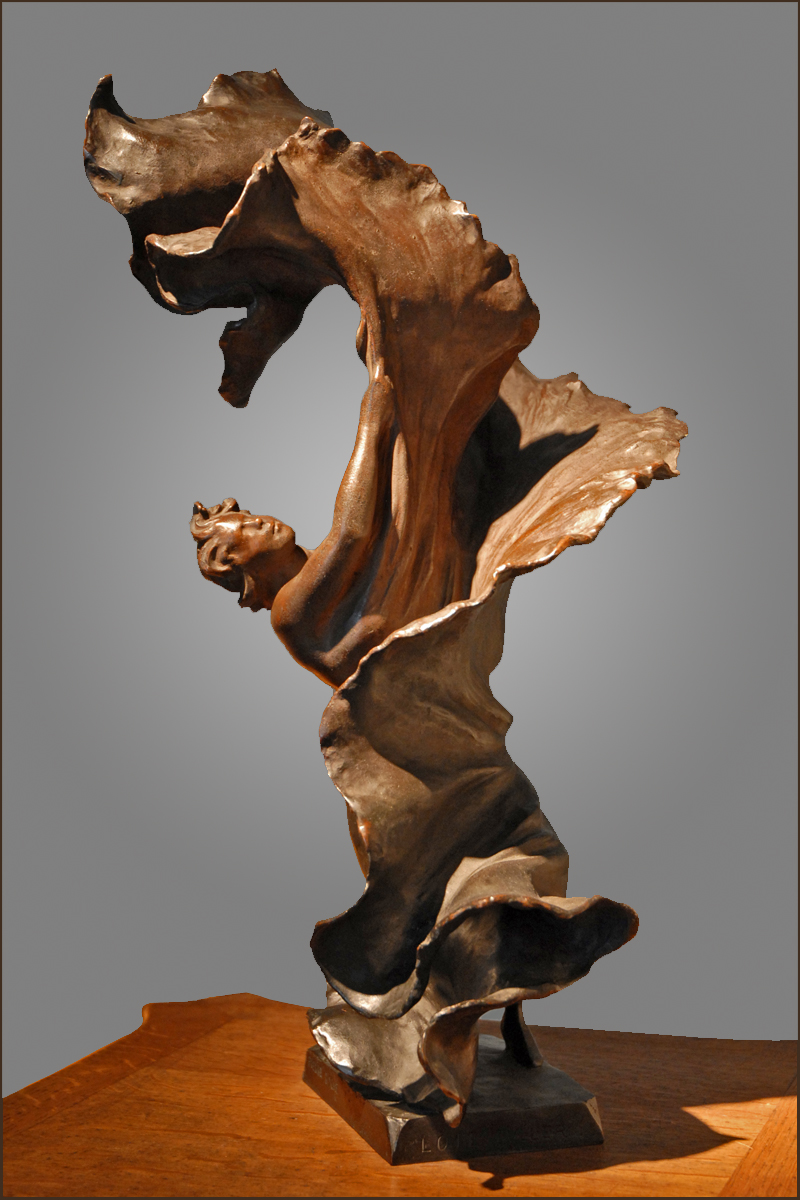
La Loïe Fuller (1894), Paris, musée des Arts décoratifs.
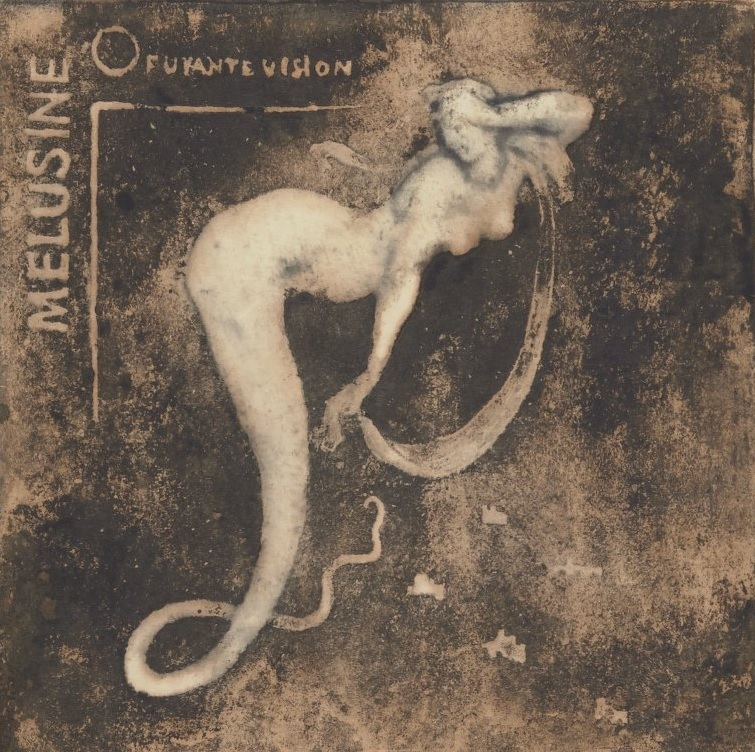
Mélusine (1900), gypsographie sur papier Japon, 20 × 13 cm, Paris, BnF.
Tombeau-lys (1901), jardin du musée de l'École de Nancy.
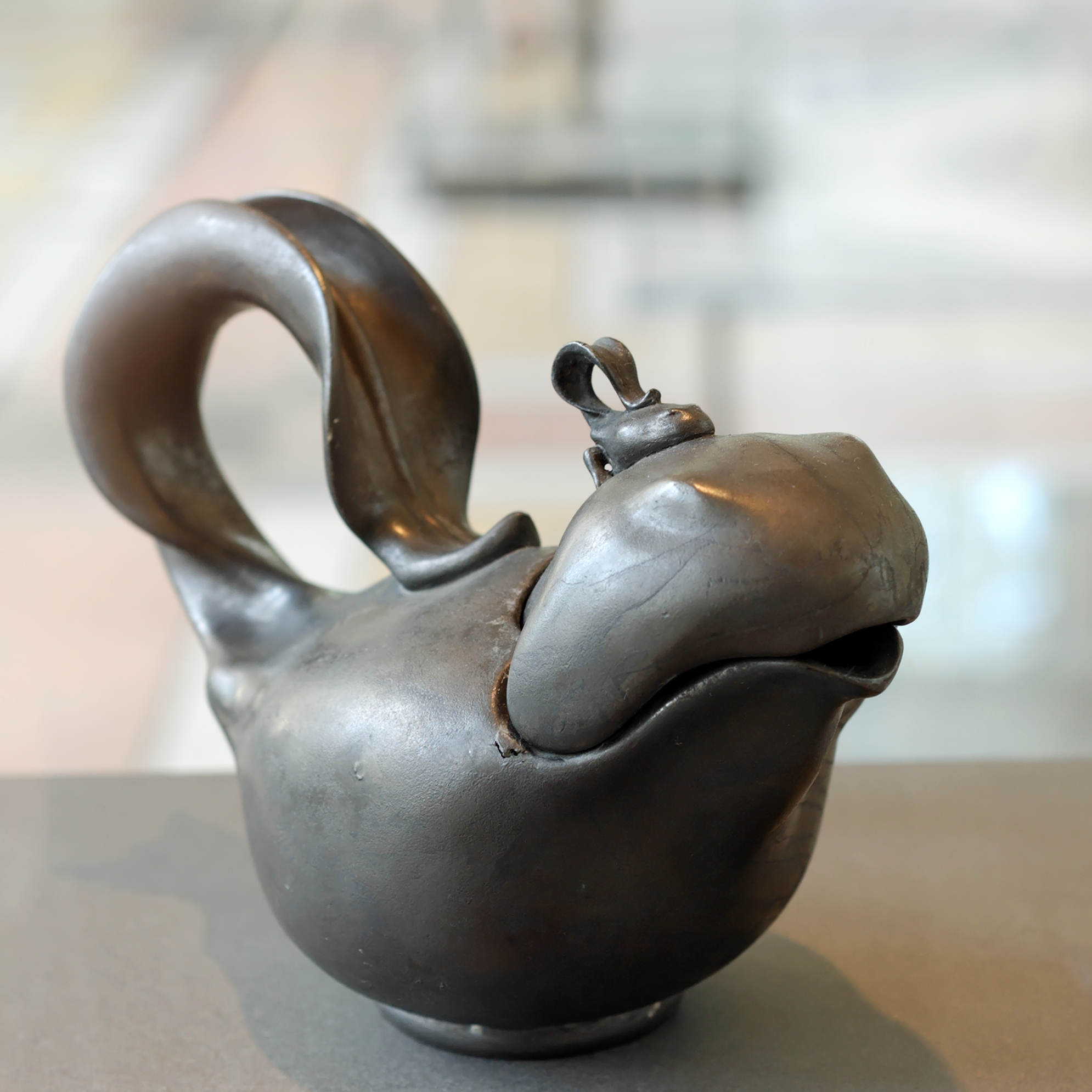
Théière têtard (vers 1895), Paris, Petit Palais.
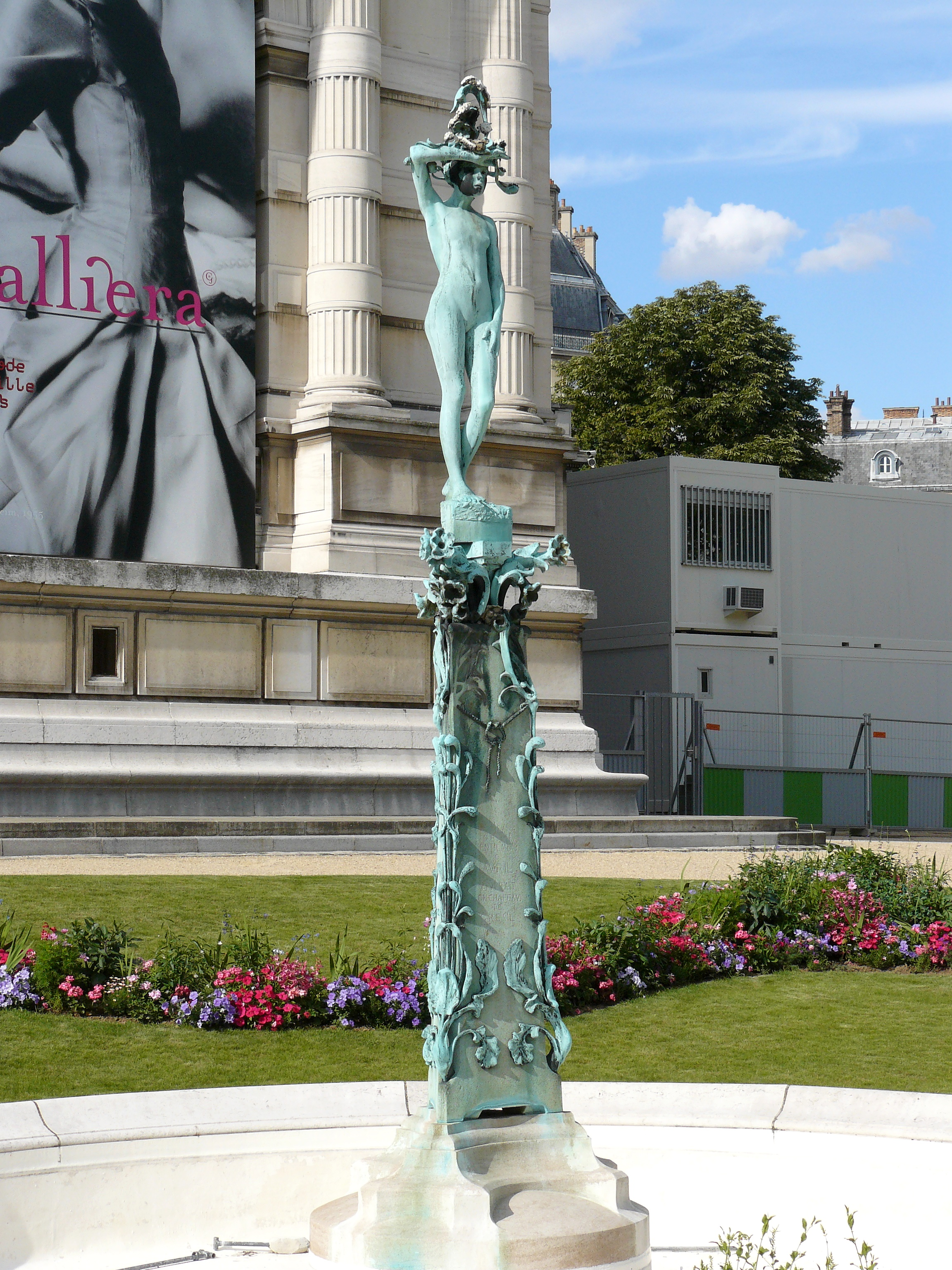
Fontaine de l'Avril (1906), détail, Paris, square Brignole-Galliera.